# Otto F. Kernberg
Otto Friedmann Kernberg (ur. 10 września 1928 w Wiedniu) – amerykański psychoanalityk austriackiego pochodzenia, profesor psychiatrii Cornell University, przewodniczący Międzynarodowego Towarzystwa Psychoanalitycznego w latach 1997–2001. Autor koncepcji organizacji osobowości z pogranicza oraz metody jej leczenia, mianowicie TFP (ang. Transerence Focus Psychoterapy), czyli Psychoterapia Skoncentrowana na Przeniesieniu bazująca na analizie relacji pacjent-terapeuta.

## Życiorys
Urodził się w Wiedniu, tam spędził dzieciństwo. Po Anschlussie razem z rodziną emigrował do Chile. Na Universidad de Chile studiował biologię i medycynę. Został członkiem tamtejszego towarzystwa psychoanalitycznego i szkolił się w psychoanalizie pod kierunkiem Ignazio Matte-Blanco. W 1959 dzięki stypendium Fundacji Rockefellera wyjechał do Stanów Zjednoczonych, pod kierunkiem Jerome′a D. Franka zajmował się psychoterapią. W 1961 na stałe emigrował do Stanów Zjednoczonych. Został dyrektorem C. F. Menninger Memorial Hospital, superwizorem i analitykiem szkoleniowym Towarzystwa Psychoanalitycznego w Topece oraz kierownikiem programu badawczego psychoterapii Fundacji Menningera. W 1976 został profesorem psychiatrii Cornell University.
Z małżeństwa z Pauliną Fischer-Kernberg (1935–2006) ma troje dzieci:  syna Martina, córki Karen i Adine.